# Полтавское (Гурьевский городской округ)
Полтавское — посёлок в Калининградской области России. Входил в состав Добринского сельского поселения в Гурьевском районе.

## История
В середине XVI века населенный пункт назывался Беркаппен, позднее название приняло форму Перкаппен.
В 1946 году Перкаппен был переименован в поселок Полтавское.

## Население
| 2002 | 2010 |
| ---- | ---- |
| 26   | ↗30  |

В 1910 году в Перкаппене проживало 135 человек.